# Jean Leydet
Pour les articles homonymes, voir Leydet.
Jean Leydet, né à Turin le 22 septembre 1807 et mort à Paris en 1839, est un miniaturiste, aquarelliste et sculpteur français.

## Biographie
Jean Leydet occupe un atelier à Montmartre depuis 1830 et expose ses œuvres au Salon de Paris entre 1832 et 1839.